# Limois bifasciatus
Limois bifasciatus är en insektsart som beskrevs av Ollenbach 1929. Limois bifasciatus ingår i släktet Limois och familjen lyktstritar. Inga underarter finns listade i Catalogue of Life.